# Offenes Kielboot

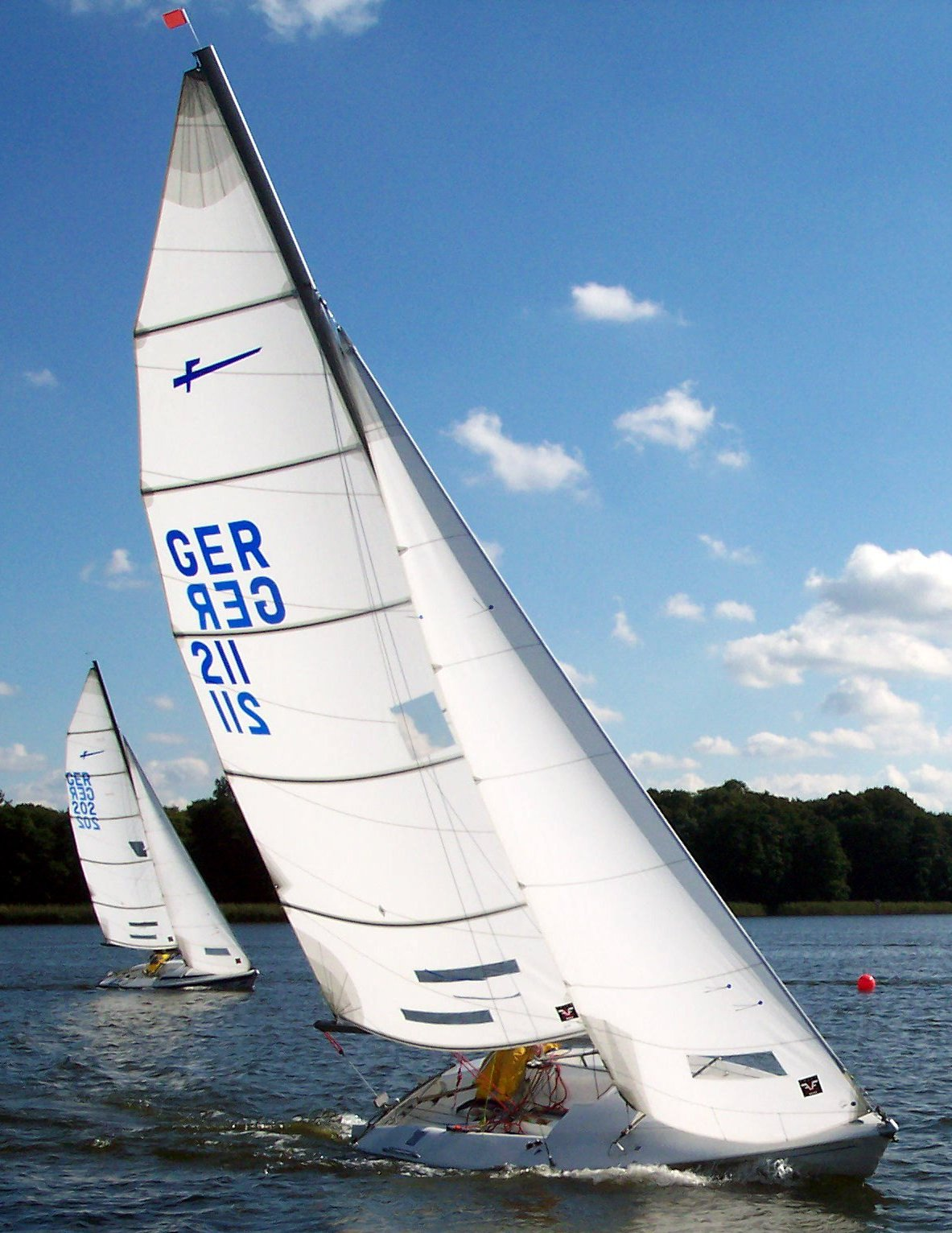
Ein Fighter

Ein offenes Kielboot, auch als offene Kielyacht bezeichnet, ist ein Segelboot mit Kiel ohne Kajüte. Im Gegensatz zu einer Jolle hat ein Kielboot einen fest angebrachten Kiel mit Ballast und ist daher gewichtsstabil. Das heißt, dass der Gewichtsschwerpunkt so tief liegt, dass er ein erhebliches aufrichtendes Moment für das Boot darstellt (Prinzip des „Stehaufmännchens“). Dadurch können offene Kielboote nur sehr schwer kentern und richten sich gewöhnlich aus jeder Lage wieder auf. Typische offene Kielboote haben ein flaches Vordeck vom Bug bis zum Mast und ein ebenso flaches Achterdeck hinter dem Steuerruder (Pinne). Zwischen Mast und Ruder sind sie „offen“, was die Bezeichnung begründet. Beispiele für offene Kielboote sind der Kielzugvogel, die Dyas, die Trias oder der Fighter. In den Niederlanden sind z. B. die BM-Jolle, der Valk oder die Fly Tour oft anzutreffende Vertreter der offenen Kielboote.
Ein Kielboot mit Kajüte wird dagegen als Segelyacht bezeichnet.